# 336-та реактивна артилерійська бригада (Білорусь)
336-та реактивна артилерійська бригада (336 РеАБр, в/ч 12180) — військове формування, підпорядковане командуванню Сухопутних сил Збройних сил Білорусі. Єдина в Збройних силах військова частина на озброєнні якої знаходиться РСЗВ «Смерч».
Розташування бригади - місто Осиповичі.

## Історія

### Бригада у складі ЗС СРСР
1972 року у Осиповичах на базі 4-го артилерійського дивізіону 121-ї артилерійської бригади створено 1360-й реактивний артилерійський полк. Спочатку на озброєнні була реактивна система залпового вогню «Ураган».
У вересні 1981 року полк залучався до навчань «Захід-81».
1982 року полк переформовано на 336-у реактивну артилерійську бригаду.
У 1989 році бригада переозброєна РСЗВ «Смерч».

### Бригада у складі ЗС Білорусі
1992 року бригада в складі 51-ї гвардійської артилерійської дивізії присягнула народу Білорусі.

## Структура
- 77-й окремий реактивний артилерійський дивізіон (РСЗВ «Полонез»)[1]

## Командування
- полковник Олександр Тишкевич
- (2020 — ) підполковник Побожний Сергій Вікторович